# 最高法院檢察署特別偵查組
最高法院檢察署特別偵查組（簡稱特別偵查組、特偵組）是中華民國最高檢察署曾經的特設單位，該機構在形式上參照大韓民國大檢察廳中央搜查部設立，職能上則旨在仿傚美國特別檢察官制度。特偵組是在陳水扁總統任內，於2007年4月2日成立，專責偵辦中華民國總統、中華民國副總統及五院院長、立法委員等中央政府高層官員貪污或重大經濟舞弊案。其前身為臺灣高等法院檢察署於2000年7月1日成立的「查緝黑金行動中心」（同月由行政院於「八十九年七月十二日台八十九法字第二0九六四號函」核定）。特偵組改制成立後，其辦公室先設於台北市館前路的三井物產株式會社舊廈之內，後於2009年10月遷至國防部文化營區。2016年11月18日立法院院會三讀通過刪除《法院組織法》第63條之1（特別偵查組設立法源），2017年1月1日將特偵組正式廢除。廢除後的新增配套措施，包括各地方檢察署可經由臺灣高等檢察署檢察長或檢察總長指定，跨出轄區偵辦。

## 組織
特偵組置檢察官6人以上，15人以下，由最高法院檢察署檢察總長指定一人為主任，該組之檢察官、檢察事務官及其他人員，由檢察總長自各級法院檢察署中調至最高法院檢察署辦事。
根據中華民國《法院組織法》第63-1條規定，
最高法院檢察署設特別偵查組，職司下列案件：
一、涉及總統、副總統、五院院長、部會首長或上將階級軍職人員之貪瀆案件。
二、選務機關、政黨或候選人於總統、副總統或立法委員選舉時，涉嫌全國性舞弊事件或妨害選舉之案件。
三、特殊重大貪瀆、經濟犯罪、危害社會秩序，經最高法院檢察署檢察總長指定之案件。

## 歷屆成員
- 2007年4月2日成立，2017年1月1日廢除。
- 主任兼發言人：陳雲南
- 成員：周士榆、林嚞慧、李海龍、鄭富銘、姜貴昌、莊正、蔡宗熙、林弘政、汪南均、林達、賴正聲、吳文忠、朱朝亮和沈明倫

### 第一屆
- 主任兼發言人：陳雲南
- 成員：沈明倫、侯寬仁、周士榆、林嚞慧、越方如、周志榮、朱朝亮、吳文忠、李海龍

### 第二屆
- 主任兼發言人：陳雲南
- 成員：林嚞慧、越方如、周士榆、李海龍、吳文忠、朱朝亮、沈明倫

### 第三屆
2009年3月25日成立。
- 主任兼發言人：陳雲南
- 成員：林嚞慧、越方如、周士榆、李海龍、鄭富銘、姜貴昌、莊正、蔡宗熙、林弘政、汪南均

### 第四屆
2010年5月21日成立。
- 主任兼發言人：陳宏達
- 組長：薛維平、張進豐、林豐文
- 成員：郭永發，盧筱筠、柯宜汾、陳錫柱，謝謂誠、黃裕峰、蔡秋明（第三屆留任，2011年4月歸建）、越方如（第三屆留任，2011年4月歸建）、吳昭瑩（2011年4月加入）、蔡鴻仁（2011年4月加入）、鄭深元（2011年4月加入）、李鴻維（2011年4月加入）[7]。

## 重大偵辦案件

### 查黑中心時期
景文案、前立委羅福助案、立委顏清標案、陳水扁國務機要費案、前台北市長馬英九特別費案

### 特偵組時期

#### 偵查中或已經起訴案件
林益世中鋼中聯關說施壓收賄索賄案、國安密帳案、拉法葉艦採購弊案、近兩百名首長特別費案、中藥商公會全國聯合會行賄立法委員、牙醫師公會全國聯合會行賄立法委員、國務機要費案、扁家洗錢案、龍潭購地弊案、南港展覽館案、陳敏薰買官案、辜仲諒政治獻金案、機密外交案、外交零用金案、二次金改案、辜仲諒違反證券交易法案、臺灣高等法院數名法官收賄案、羅福助等違反證券交易法、陳水扁侵占國家機密公文案、檢察官陳玉珍違反貪污治罪條例、高雄市民代官商搶食中鋼脫硫渣龐大利益案、政府基金弊案、法官胡景彬違反貪污治罪條例、幸福人壽保險公司前董事長違反證券交易法、偉盟工業公司違反證券交易法、中信金控集團、國寶集團等涉嫌違反銀行法、證券交易法案件等25案。

#### 簽結或不起訴案件
綠營四大天王特別費案、立法院長王金平特別費案、台郵挹注陽信百億元案、盜賣國產三中案、國發院土地不法交易案、富邦魚翅案、前總統府侍衛長余連發背信案、機場捷運工程弊案、華航涉不法佣金案、華揚史威靈弊案、宇昌案、蔡正元中影案。

#### 江國慶案
江國慶冤死案，特偵組以罪證不足、身份不合及過了法律追訴時效為由，不起訴被告陳肇敏等涉案官員。

#### 林益世案
2012年10月25日，最高法院檢察署特偵組將全案偵查終結，被告林益世、彭愛佳、沈若蘭、沈煥璋、沈煥瑤等5人提起公訴，並將在押被告林益世移審臺北地院；另陳啟祥等涉嫌行賄罪嫌，發交高雄地檢署依法偵辦。其中，林益世係犯貪污治罪條例第4條第1項第5款「違背職務行為收受賄賂」、第15條「隱匿貪污犯罪所得財物」、第5條第1項第3款「對於職務上行為要求賄賂」、第6條之1「財產來源不明罪嫌」，所犯四罪間，犯意各別、行為互殊，應予分論併罰。
2013年4月30日，臺北地方法院一審判處林益世有期徒刑7年4個月。

#### 陳水扁家庭密帳案
陳水扁家庭密帳案，又稱為陳水扁家庭洗錢案、扁家海外洗錢案等，為中華民國前總統陳水扁與其家族，在其擔任總統任內在海外的財產，所衍生出之涉及龍潭土地弊案及二次金改弊案，非法所得的洗錢弊案。
- 2009年9月11日，一審宣判，陳水扁被判無期徒刑，併科罰金2億新台幣，褫奪公權終身[10]。吴淑珍被判無期徒刑，併科罰金3億新台幣，褫奪公權終身。其餘被告則被判3個月至20年不等的有期徒刑。

一審判决如下：
| 涉案人物                | 一審判决                                                          | 涉及案件                                        | 起訴罪名                                                      | 檢方求刑    |
| ----------------------- | ----------------------------------------------------------------- | ----------------------------------------------- | ------------------------------------------------------------- | ----------- |
| 陈水扁                  | ·被判無期徒刑 ·罰金2億新台幣 ·褫奪公權终身                        | ·“國務機要費”案 ·龍潭購地案 ·洗錢案             | ·侵占公有财物 ·利用職務詐財 ·偽造文書 ·收贿 ·洗钱             | ·最嚴厲制裁 |
| 吴淑珍                  | ·被判無期徒刑 ·罰金3億新台幣 ·褫奪公權终身                        | ·“國務機要費”案 ·龍潭購地案 ·南港展馆案 ·洗錢案 | ·洗钱案 ·侵占公有财物 ·利用職務詐財 ·偽造文書 ·收赂洩密 ·洗钱 | ·從重量刑   |
| 陈致中                  | ·被判有期徒刑2年6個月 ·罰金1.5億新台幣                            | ·洗钱案                                         | ·洗钱                                                         | ·從重量刑   |
| 黄睿靓                  | ·被判有期徒刑1年8個月 ·罰金1.5億新台幣 /支付公庫2億新台幣+缓刑5年 | ·洗钱案                                         | ·洗钱                                                         | ·從重量刑   |
| 府前秘書長 馬永成       | ·被判有期徒刑20年 ·褫奪公權10年                                   | ·“國務機要費”案                                 | ·侵占公有财物 ·利用職務詐財 ·偽造文書                         | ·减刑或免刑 |
| 扁辦公室前主任林德训    | ·被判有期徒刑16年 ·褫奪公權8年                                    | ·“國務機要費”案                                 | ·侵占公有财物 ·利用職務詐財 ·偽造文書                         | ·减刑或免刑 |
| 扁辦公室前出纳陳镇慧    | ·免刑                                                             | ·“國務機要費”案                                 | ·侵占公有财物 ·利用職務詐財 ·偽造文書                         | ·免刑       |
| 吴淑珍兄 吴景茂         | ·被判有期徒刑2年 ·緩刑5年 ·支付公庫300萬新台幣                    | ·洗钱案                                         | ·洗钱                                                         | ·减刑或免刑 |
| 吴淑珍嫂 陳俊英         | ·被判有期徒刑2年 ·缓刑5年 ·支付公庫300萬新台幣                    | ·洗钱案                                         | ·洗钱                                                         | ·减刑或免刑 |
| 吴淑珍同学 蔡美利       | ·公訴不受理                                                       | ·洗钱案                                         | ·洗钱                                                         | ·减刑或免刑 |
| 蔡美利弟弟 蔡銘杰       | ·被判有期徒刑2年 ·褫夺公权1年 ·缓刑5年 ·支付公庫1000万新台币      | ·龙潭购地案 ·洗钱案                             | ·收贿 ·洗钱                                                   | ·减刑或免刑 |
| 蔡美利弟弟 蔡銘哲       | ·被判有期徒刑2年 ·褫夺公权1年 ·缓刑5年 ·支付公庫300萬新台币       | ·龙潭购地案 ·南港展览馆案 ·洗钱案               | ·收贿 ·洗钱                                                   | ·减刑或免刑 |
| 力麒负责人 郭铨庆       | ·被判有期徒刑6个月，减刑为3个月 ·褫夺公权1年                      | ·南港展览馆案 ·洗钱案                           | ·洗钱                                                         | ·减刑或免刑 |
| 竹科管理局前局长 李界木 | ·被判有期徒刑6年 ·褫夺公权3年                                     | ·龙潭购地案                                     | ·收赂                                                         | ·减刑或免刑 |

#### 拉法葉艦軍購弊案
1989至1991年間，中華民國與法國政府高層在正式簽署拉法葉軍購案的過程中收受佣金。軍購案簽署後，海軍總司令部武器系統獲得管理室主任上校尹清楓（佔少將缺）因懷疑此軍購案存在弊端，遂保存證據以待揭弊，卻導致殺身之禍。同時，法國當地的軍火中介人在交易中未獲取相應報酬，讓此案從台灣延燒至法國，成為舉世皆知的軍事醜聞。案件爆發後，中華民國海軍收押相關受賄軍官，而軍火代理商則逃亡海外。
法國方面有六個與此案相關者離奇死亡，而前中華民國總統李登輝、前國防部參謀總長上將郝柏村也因此案於2006年接受偵訊。對於此案，時任總統陳水扁曾宣示「不惜動搖國本辦到底」，最後不了了之。
由於該軍購案契約中具備排佣條款，使得後來國際仲裁以違反契約名義進行審理。2010年5月4日，裁定中華民國勝訴，法國須賠償新台幣270億元；2011年7月12日，中華民國國防部在仲裁官司中勝訴，法國政府需歸還8.75億美元。

#### 龍潭購地弊案
龍潭購地案，又稱竹科龍潭基地開發案，台灣法律案件，由陳水扁家庭密帳案衍生出的案件之一。陳水扁執政時期，行政院國家科學委員會新竹科學園區管理局收購台泥公司在龍潭的土地，納入科學園區中。在收購案成立之前，台泥公司辜成允於2004年曾交付4億元，給當時總統陳水扁的夫人吳淑珍；收購案完成後，科學園區管理局局長李界木也收受了台泥公司3千餘萬的款項。
根據監察院調查報告內容：陳水扁總統陳述：（元月1-9日間）『電請游院長…林信義…魏哲和…李界木來總統府一同聽報告。』…本案火速進行到93年1月28日行政院已核定，扣去春節及假日前後不過數日。。總統親自數度直接召集並參與討論一個科學園區開發小案，實屬罕見，未以任何手段來影響竹科管理局，則純為推托之詞。
特偵組認為，陳水扁夫婦收受賄款，影響新竹科學園區管理局收購土地，起訴陳水扁及其夫人吳淑珍。陳水扁夫婦主張該筆款項是政治獻金，強調他們並未以任何手段來影響竹科管理局；相關官員也表示並未受到關說、也不知道他們收到政治獻金，他們收購該土地是專業考量。
最高法院在2010年以實質影響力說，將前總統陳水扁及夫人吳淑珍各判11年徒刑，併科1.5億元罰金。
後續發展
因陳水扁已在服刑，高檢署向台灣高等法院聲請合併執行期。2012年11月1日，高院裁定，陳水扁兩罪各17年半、2年，合併執行18年半，且併科罰金1億5,600萬元，罰金可易服勞役，但以6個月為限。同日，陳水扁委任律師鄭文龍，提出三項新事證，向法院聲請重新審理。

#### 陳敏薰交付賄賂案
陳水扁共同公務員對於職務上行為收受賄賂，處有期徒刑捌年，併科罰金新臺幣伍佰萬元，罰金如易服勞役，以罰金總額與陸個月之日數比例折算，褫奪公權肆年；共同所得財物新臺幣壹仟萬元應予追繳沒收，如全部或一部無法追繳時，應與吳淑珍連帶以其財產抵償之。

## 爭議

### 九月政爭
2013年9月6日，檢察總長黃世銘召開記者會，公開發表，說特偵組監聽到立法院長王金平與民主進步黨國會黨鞭柯建銘間的電話，認為有關說嫌疑，引爆了所謂的九月政爭。法務部長曾勇夫、高檢署檢察長陳守煌遭移送監察院調查，曾勇夫在壓力下請辭，中國國民黨撤銷王金平黨籍，是為馬王政爭（即馬英九、王金平的政治鬥爭，又稱九月政爭）。9月30日，立法院司法委員會做出決議，要求特偵組停止所有監聽，將所有案件移送至一般檢察單位，靜待調查。
前最高法院院長楊仁壽表示：特偵組只有《法院組織法》第六十三條之一所規定的那三項（指部會首長以上貪瀆案、重大選舉舞弊案及經檢察總長指定之重大案件）才能偵辦，所以，對法務部長曾勇夫等人進行行政調查已涉及不當。《法治時報》社長黃越宏、律師蔡易餘、黃帝穎等赴臺北地檢署遞狀告發黃世銘與特偵組違法亂紀，將偵查權當作政治鬥爭的工具同日，前法務部政務次長李進勇赴特偵組，告發總統馬英九、檢察總長黃世銘、特偵組代理發言人楊榮宗，違反《刑法》第132條及《通訊保障及監察法》第24條、27條等。

### 監聽國會事件
2013年9月27日，高檢署檢察官林秀濤就讀小學的12歲女兒遭到監聽，引發濫權侵害隱私質疑，並遭批評特偵組擴線監聽理由及事前情蒐監聽對象都有問題，導致錯監聽女童。檢改會籲監察院及地檢署立即調查有無違法監聽，讓真相大白。起因為柯建銘疑透過立法院長王金平找時任法務部長曾勇夫、高檢署檢察長陳守煌，向檢察官林秀濤關說不上訴。依實務作法，特偵組應另簽分「特他案」實施監聽。但檢視柯監聽案號，竟是沿續陳榮和案「100年特他61號」，這種作法，顯然過於便宜行事。要擴線監聽，一般而言檢方應會直接監聽王金平、曾勇夫或陳守煌，特偵組卻選擇監聽林秀濤，作法異於檢方辦案模式。
2013年9月28日，立委管碧玲取得特偵組監聽票發現，於5月16日至6月14日掛線監聽立法院總機「0972630235」。媒體報導特偵組監聽的號碼0972630235是立法院總機，特偵組開記者會澄清，由主任檢察官楊榮宗出面，楊榮宗鄭重否認，並指出絕對不是立法院總機，該號碼是私人手機的號碼，至於是誰的號碼，楊表示依法不得對外公佈回絕，但此號碼為立法院總機的代表號之一，申請使用人從來未變更，也未對外公布此號碼。政界砲轟特偵組淪為明朝的「東廠」，違法監聽政壇要人，宛若政府打手，特偵組雖一再解釋，仍被狠批「謊話連篇」，對此，特偵組上午再開記者會澄清，強調絕無說謊。
特偵組監聽國會事件，立法院院長王金平表示，民主國家監聽國會是不可思議的事 。前民進黨主席蔡英文呼籲，立法院設立「特種委員會」，調查非法監聽事宜。 蔡英文表示，台灣是個民主國家，若特偵組、司法單位或任何單位，對國會進行監聽，此為非常嚴重的事，相關可能涉案的人員應馬上停職，靜待調查。蔡英文強調，總統是否涉及利用司法單位，蒐集資訊，進行政爭，這是社會也很想知道的事。

### 績效
2016年立法委員段宜康以法務部提供的資料指出，近十年全臺灣各個地檢署起訴的刑事案件，在地方法院判決的定罪率，超過96％，只有不到4％的案件被判處無罪。特偵組成立至今，定罪率只有48.8％，不到一半，2015年甚至只有11.1％，2016年1月至8月，定罪率只有0％，意指各個地方法院幾乎完全不能認同特偵組的起訴。

### 蔡正元中影案
2017年7月蔡正元因中影案中疑似侵吞中影公司3.7億資產，被法院裁定收押，但特偵組於2014年間將包含中影案在內的國民黨「三中案」以查無不法為由行政簽結，當時引起輿論痛批。
時任臺北地方法院法官的林孟皇（現為臺灣高等法院法官）曾質疑，特偵組並未釐清中影案金流爭議，卻直接以「行政簽結」終結中影案，難道無法承受公眾檢驗？在沒有經過法院任何審查的情況下，檢察官的不起訴處分有終局的確定力，其正當性早已備受質疑；而行政簽結更是連正式對外公開、給當事人書面資料都沒有，特偵組竟用以終結遭詬病已久的三中案，並不適宜。
2018年12月，中影認股爭議蔡正元二審無罪定讞。

## 裁撤

### 廢除之呼聲
2012年，由於在林益世索賄案中未查出被普遍質疑仍存在的涉案更高層，兩黨立委均有廢除呼聲。立法院司法及法制委員會召集委員吳宜臻等民進黨立委推動2013年下半會期完成廢除特偵組的「法院組織法刪除第六十三條之一草案」立法。
臺灣高等法院檢察署檢察官呂丁旺表示臺灣的檢察體制使各級法院檢察署檢察官不論犯罪層級，均可偵辦，並無特偵組存在的必要。國家不宜設立兩個職權及管轄地域一模一樣的機關，在德國法稱為「機關職務不兩立性」，在英美法則稱為「禁止機關功能重疊原則」。特偵組得執行一、二、三審級檢察官之職權，加上無限延伸的概括條款，混淆與各該審級的管轄界限，剝奪人民對於案件管轄的可預見性，損及人民受管轄權正當法律程序的保障。基層檢察官亦有反對聲音。
九月政爭爆發之後，時任行政院長的江宜樺為謀求保留特偵組，曾經提出修法，將特偵組改隷臺灣高等法院檢察署，然而該項提議最後並未完成立法。

### 特偵組裁撤
2016年總統選舉，民進黨蔡英文政府執政後，法務部長邱太三表示，過去對特偵組「有一些美麗的期盼」，但因倉促立法，導致後續產生很多問題。特偵組設在最高法院檢察署，在體制上有衝突與矛盾，沒辦法監督，也沒有救濟的再議制度。另外，特偵組因人力不足，經常要跟地檢署借調檢察官或檢察事務官，分散了地檢署人力與查案能量。廢除特偵組後，希望修法賦予地檢署、高檢署借調相關機關專業人員辦案的權限，打擊貪腐的決心和效果不會減損。
2016年9月，立法院司法及法制委員會審查通過「法院組織法刪除第63條之1草案」。2016年11月18日，立法院三讀通過刪除《法院組織法》第63條之1特別偵查組設立法源，在2017年1月1日廢除特偵組。

## 外部連結
- . 最高法院檢察署.   [2008-11-18]. （原始内容存档于2008-12-05）.